# Katarzyna Piekarska

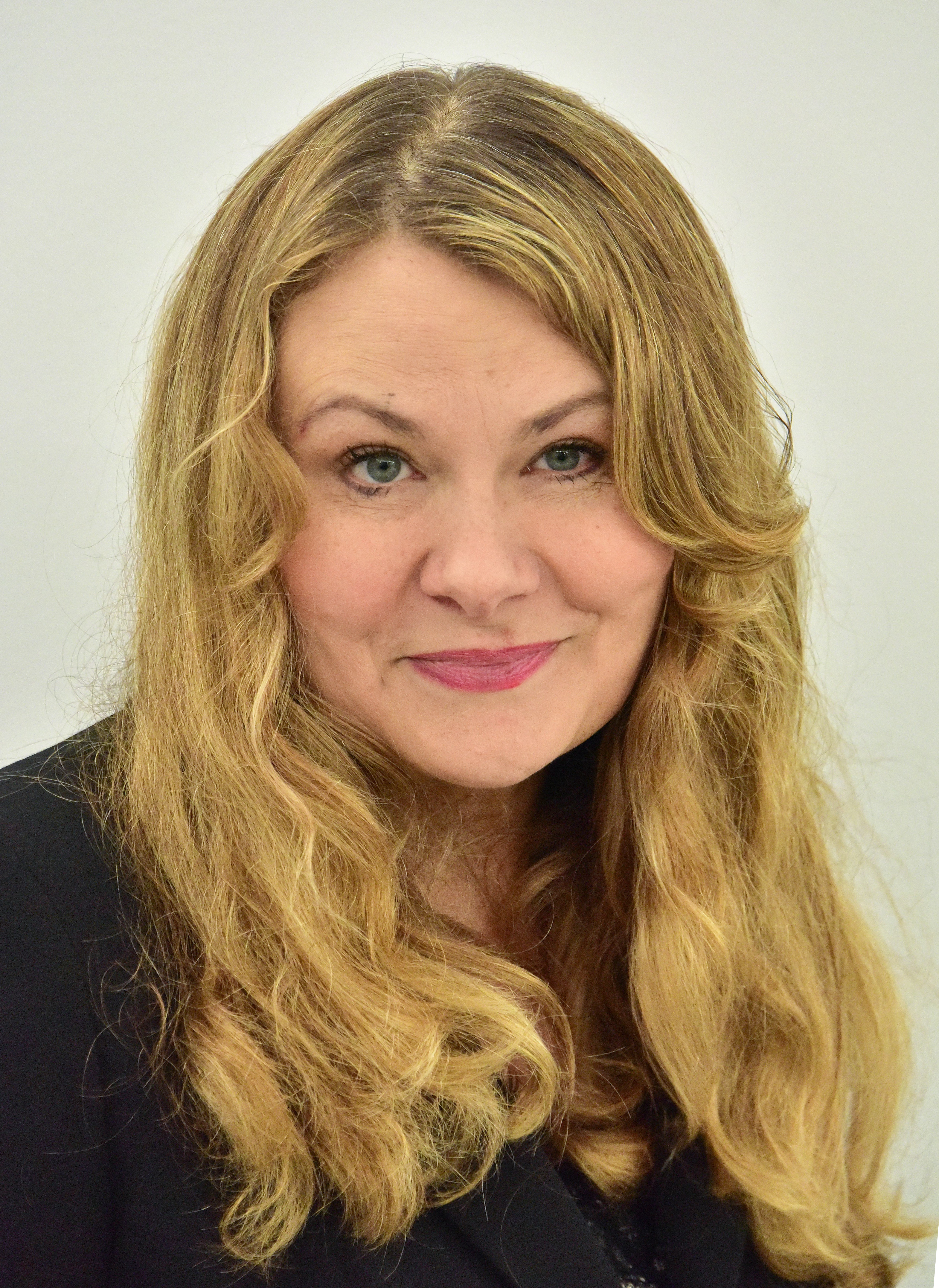
Katarzyna Piekarska (2019)

Katarzyna Maria Piekarska (* 23. September 1967 in Warschau) ist eine polnische Politikerin, in den Jahren 1993 bis 2007 war sie Abgeordnete des Sejm in der II., III., IV., V., IX. und ist dies seit 2023 erneut in der X. Wahlperiode.

## Lebenslauf
1986 beendete sie das Stefan Batory Lyceum in Warschau, danach studierte sie an der Fakultät für Rechts- und Verwaltungswissenschaften der Universität Warschau und wurde Rechtsberaterin.
Sie wurde 1993 zum ersten Mal Abgeordnete von der Liste der Unia Demokratyczna (Demokratische Union – UD). Im Laufe der Wahlperiode wechselte sie auf Betreiben von Leszek Miller von der Unia Wolności (Freiheitsunion – UW) zum Sojusz Lewicy Demokratycznej (Bund der Demokratischen Linken – SLD). 1997 war sie Vizeministerin im Ministerium für Inneres und Verwaltung.
1997, 2001 und 2005 errang sie ein Abgeordnetenmandat für den SLD im Wahlkreis Warschau. Im Sejm der IV. Wahlperiode war sie Vorsitzende in der Kommission für Justiz und Menschenrechte. Vom 6. März 2004 bis zum Juni 2005 war sie Stellvertretende Vorsitzende des SLD. In den Präsidentschaftswahlen 2005 leitete sie den Wahlstab des Kandidaten Włodzimierz Cimoszewicz. In den vorgezogenen Parlamentswahlen 2007 bewarb sie sich erfolglos um ihre Wiederwahl als Abgeordnete von der Liste der Lewica i Demokraci (Linke und Demokraten – LiD). Im Mai 2008 wurde sie zur Vorsitzenden des SLD in der Woiwodschaft Masowien, 2012 verlor sie die Wiederwahl gegen Włodzimierz Czarzasty. 2008 wurde sie auch zur stellvertretenden Vorsitzenden der SLD auf Landesebene gewählt.
Sie war Vorsitzende der Vereinigung Junge Frauen in der Politik und war Stellvertretende Vorsitzende des Polnischen Roten Kreuzes.
Bei der Parlamentswahl 2019 wurde sie zur Sejm-Abgeordneten der 9. Legislaturperiode gewählt, im Herbst 2023 errang sie erneut ein Mandat.

## Privat
Sie war die Ehefrau von Leszek Kwiatek (dem ehemaligen Generaldirektor der Polnischen Post) und hat einen Sohn.